# Xanthia tunicata
Xanthia tunicata là một loài bướm đêm trong họ Noctuidae.